# Resurscenter för matematik, naturvetenskap och teknik i skolan
Resurscenter för matematik, naturvetenskap och teknik i skolan är ett finlandssvenskt projekt som syftar till att stöda lärare på alla skolstadier i matematik och naturvetenskap.
Den svenskspråkiga befolkningen i Finland utgör endast 6% av befolkningen och inom denna grupp som andra har intresset för högre studier i matematik, naturvetenskap och teknik minskat. Detta oroar beslutsfattare och företagsledare och därför togs initiativet till detta projekt av Svenska tekniska vetenskapsakademien i Finland under år 2006.
Projektets verksamhet sköts regionalt från tre olika orter, Vasa, Åbo och Helsingfors. Tyngdpunkten i verksamheten ligger på lokala och regionala satsningar i form av studiecirklar och fortbildningar riktade direkt till lärare.
Till projektet finns också knutet webbtidningen Kreativ som är en systertidning till den finskspråkiga webbtidningen Luova.